# The Killing Ground
The Killing Ground ist ein Dokumentarfilm von Steve Singer und Tom Priestley aus dem Jahr 1979. Der Film wurde 1980 für den Oscar als bester Dokumentarfilm nominiert.

## Inhalt
Der Film The Killing Ground befasst sich mit der Entsorgung von Giftmüll und den Folgen für die Gesundheit und Umwelt. Der Film zeigt zum Teil mit versteckter Kamera die Entsprgungspaxis im Love Canal bei Niagara Falls (New York), in Montague (Michigan) und in New Jersey. Hinzu kommen Interviews von einem Müllarbeiter, der erklärt wie die Entsorgung lukrativ wird, Mitarbeiter der Environmental Protection Agency, die der Regierung unter Carter vorwerfen Vorschriften nicht ausreichend umzusetzen, und Gouverneur Edwin Edwards von Louisiana, der Vereinbarungen mit der Industrie zu Lasten der Umwelt einräumt.

## Veröffentlichung
The Killing Ground wurde am 29. März 1979 von der ABC im Fernsehen ausgestrahlt.
1980 wurde eine einstündige Fortsetzung über die weiteren Entwicklungen produziert.

## Rezeption
Die New York Times meinte, dass die Erzählung durch Brit Hume präzise sei. Die Filmsequenzen zeigten eine Folge von abstoßenden Mondlandschaften, die deutlich die Wichtigkeit des Entsorgungsproblems illustrierten.

### Reaktion staatlicher Stellen
Die Stadt Grafton (Ohio) erhob eine erfolglose Verleumdungsklage gegen ABC, da sie in einer Liste von weiteren Müllplätzen am Ende von Killing Grounds genannt wurde.
Die Regierung unter Ronald Reagan verweigerte eine Export-Erlaubnis für den Film als Aufklärungsfilm. Es war einer von dreißig Filmen, die als nicht ausgewogen genug abgelehnt wurden. Die zuständige United States Information Agency hatte auf die Ansicht der Environmental Protection Agency zurückgegriffen, dass der zu dem Zeitpunkt nur wenige Jahre alte Film nur noch von historischer Bedeutung sei und es bedeutende Fortschritte gegeben habe. Diese Ablehnungen vor allem liberaler Filme wurde in der Presse als eine Form der Zensur kritisiert.

## Auszeichnungen und Nominierungen
- Oscars 1980: Nominierung in der Kategorie Dokumentarfilm[6]